# Кооперативное кино
Кооперативное кино — явление в кинематографе СССР, а затем России, характеризовавшееся созданием фильмов независимыми киностудиями, кинообъединениями и кооперативами, в обход государственных киностудий. Расцвет данного явления пришёлся на начало — середину 1990-х годов.
От остального перестроечного кино кооперативное отличалось прежде всего, источниками финансирования: оно снималось на деньги не государства, а частных лиц и компаний и существовало на принципах самоокупаемости; значительная часть оборота при этом приходилась на так называемое отмывание денег спонсоров.

## Особенности
Для кооперативного кино типичны низкобюджетность, быстрота съёмок, а также редкий выход на широкий экран.
Среди жанров преобладают низовые вариации популярных жанров — бульварная мелодрама, комедия, блатной романс, кровавый боевик или же детектив; 
кинематографисты обращаются к ранее запретным темам и героям (порой доходя в этом стремлении до курьёза — так, в попытках привлечь внимание публики фильм Ольги Жуковой «Счастливого рождества в Париже» (1991) был выпущен в прокат под названием «Банда лесбиянок»).
По словам известного кинокритика Д. Дондурея, именно «страх и смех» были лучшими средствами привлечь в кинотеатры «голодное население». Он же назвал эпоху кооперативного кино «предчувствием свободы», болезнью, поражением и агонией советской власти, сравнив это кино с насекомыми, разъедавшими советскую власть, а также бульдозером, разрушившим систему Госкино.

## История
Первые кинокооперативы появляются в 1988 году, с принятием в мае закона «О кооперации в СССР». Впрочем, сразу вслед за этим последовал запрет — 28 декабря вышло постановление Совета министров СССР, запретившее кооперативам производство, продажу и прокат кино- и видеопродукции (то же постановление запрещало им производство оружия, наркотиков и алкоголя, участие в игорном бизнесе и валютные операции). Это постановление было встречено официальным протестом Союза кинематографистов, а кооперативные киностудии нашли способы обхода запрета, вступив в сотрудничество с теми или иными государственными или общественно-политическими структурами, такими как комсомол.
Запрет кооперативной деятельности в кино был снят, в пику правым идеологам горбачёвского аппарата, чья власть с каждым днём приобретает все более формальный характер: после встречи тогдашних представителей Союза кинематографистов (во главе с  Андреем Смирновым) и председателя Совмина Николая Рыжкова запрет был отменён.
Набравшее силу кооперативное движение уже выработало свою тактику и стратегию обхода любого рода постановлений. Самые известные в то время легальные «кооператоры» в сфере кино — студии «Фора», «Паритет», «Подарок», «Пилот» и другие.
Ярким представителем кооперативного кино являлся режиссёр Анатолий Эйрамджан, а «первой ласточкой» этого направления стала его картина «За прекрасных дам!» (1989), созданная на студии «Фора» Андрея Разумовского. Впрочем, главной целью съёмки этого фильма Разумовский называет финансирование другого проекта киностудии — документального фильма «Александр Галич. Изгнание», вышедшего в том же 1989 году.
Завершился же этот период комедией Михаила Кокшенова «Племянник, или Русский бизнес 2» (2002)[уточнить].
Несмотря на низкий общий художественный уровень подобных фильмов, они оставили свой след в кинематографе; некоторые из них до сих показывают на центральных каналах телевидения, в том числе благодаря удачным работам популярных актёров.

## Экономические аспекты
Источники финансирования кооперативного кино были самыми разными. Так, Александр Панкратов-Чёрный вспоминает, как Анатолий Эйрамджан, став продюсером собственных фильмов, искал деньги у знакомого директора мебельного магазина. Режиссёру и сценаристу Ольге Жуковой удалось привлечь к финансированию своих фильмов полулегальные питерские бордели (их координаты были найдены в газете объявлений). А Александр Полынников вспоминал, как снимал фильм из бандитской жизни по заказу самих же бандитов.
Как правило, финансирование кооперативного кино было связано с отмыванием денег теневой экономики, масса которых в стране к концу 1980-х годов накопилась в значительных объёмах, а их легализация пресекалась соответствующими госорганами. В перестроечные и «лихие 90-е» годы съёмочная площадка, породившая термин «кооперативное кино», была идеальным местом для осваивания и отмывания денег нарождающегося класса «новых русских». Механизм был прост: бюджет фильма намного превосходил действительные затраты на съёмки, а разница возвращалась «спонсору» в виде «отката»).
Чаще всего кинокооперативы создавались под одну картину или вовсе не занимались производством фильмов, предпочитая дёшево приобретать пиратские копии низкопробной зарубежной киновидеопродукции. 
В дальнейшем произошло сращивание кооперативов с прокатными организациями.

## Примеры «кооперативных фильмов»
Фильмы Михаила Кокшенова
- Русский бизнес (1993)
- Русский счёт (1994)
- Русское чудо (1994)
- Герой её романа (2001)
- Племянник, или Русский бизнес 2 (2002)
- Юбилей прокурора[6] (2003)

Фильмы Анатолия Эйрамджана
- За прекрасных дам![1] (1989)
- Бабник (1990)
- Моя морячка (1990)
- Настоящий мужчина (1991)
- Новый Одеон (1992)
- Старые пластинки (1993)
- Жених из Майами (1994)
- Третий не лишний (1994)
- Импотент (1996)
- Ночной визит (1998)
- Примадонна Мэри (1998)
- День святого Валентина (2000)

Прочие
- В городе Сочи тёмные ночи (1989, реж. Василий Пичул)
- Мордашка[1] (1990, реж. Андрей Разумовский)
- День любви[1] (1990, реж. Александр Полынников)
- Очаровательные пришельцы (1991, реж. Николай Фомин)
- Похороны на втором этаже (1991, режиссёры Александр Сташков, Елена Аминова)
- Время X (1992, реж. Александр Бурцев)
- Парень по вызову (1992, реж. Андрей Морозов)
- Монстры (1993, реж. Сергей Кучков)
- Личная жизнь королевы (1993, режиссёры Зульфия Миршакар, Валерий Ахадов)
- Зелёный слоник (1999, реж. Светлана Баскова)
- Колхоз интертейнмент (2003, комедия, реж. Максим Воронков)